# Mandzsu réce
A mandzsu réce (Aythya baeri) a lúdalakúak rendjébe, ezen belül a récefélék (Anatidae) családjába tartozó faj.

## Rendszerezése
A fajt Gustav Radde német ornitológus írta le 1863-ban, az Anas nembe Anas (Fuligula) Baeri néven. Tudományos faji nevét Karl Ernst von Baerről kapta.

## Elterjedése
Japán, Kína, Észak-Korea, Dél-Korea, India, Vietnám, Thaiföld, Mongólia, Mianmar, Nepál, Bhután, Srí Lanka, Oroszország, Banglades, Tajvan és Hongkong területén honos. A természetes élőhelye a gazdag vízi növényzetű tavak és folyók, valamint bozótos rétek. Vonuló faj.

## Megjelenése
Testhossza 41–47 centiméter, szárnyfesztávolsága 70–79 centiméter, a hím testtömege 880 gramm, a tojóé 680 gramm. A gácsér színesebb tollazatú, mint a tojó.

## Életmódja
Növényi és állati eredetű anyagokkal is táplálkozik.

## Természetvédelmi helyzete
Az elterjedési területe ugyan rendkívül nagy, egyedszáma viszont hétszáz alatti és még ez is csökken. A Természetvédelmi Világszövetség Vörös listáján veszélyeztetett fajként szerepel.
Összehangolt tenyésztéssel próbálják meg megmenteni a fajt a teljes kipusztulástól. Európában az Európai Állatkertek és Akváriumok Szövetsége felügyelete alá tartozó Európai Veszélyeztetett Fajok Programja (EEP) keretében tenyésztik a faj egyedeit.